# Condado de Fayette (Virginia Occidental)
El condado de Fayette (en inglés: Fayette County), fundado en 1831, es uno de los 55 condados del estado estadounidense de Virginia Occidental. En el año 2000 tenía una población de 47.579 habitantes con una densidad poblacional de 28 personas por km². La sede del condado es Fayetteville.

## Geografía
Según la Oficina del Censo, el condado tiene un área total de 1730 km² (668 mi²), de la cual 1720 km² (664,1 mi²) es tierra y 10 km² (3,9 mi²) (0.66%) es agua.

### Condados adyacentes
- Condado de Nicholas - norte
- Condado de Greenbrier - este
- Condado de Summers - sureste
- Condado de Raleigh - sur
- Condado de Kanawha - oeste

### Carreteras
- Interestatal 64/Interestatal 77
- U.S. Highway 19
- U.S. Highway 60
- Ruta de Virginia Occidental 16
- Ruta de Virginia Occidental 41
- Ruta de Virginia Occidental 61

## Demografía
En el 2000 la renta per cápita promedia del condado era de $24,788, y el ingreso promedio para una familia era de $30,243. En 2000 los hombres tenían un ingreso per cápita de $28,554 versus $18,317 para las mujeres. El ingreso per cápita para el condado era de $13,809. Alrededor del 21.70% de la población estaba bajo el umbral de pobreza nacional.

## Comunidades

### Ciudades y pueblos incorporados
| - Ansted - Fayetteville - Gauley Bridge - Meadow Bridge - Montgomery (parte) | - Mount Hope - Oak Hill - Pax - Smithers (parte) - Thurmond |

### Comunidades no incorporadas
| - Agnew - Alloy - Alta - Beards Fork - Beckwith - Boomer - Boonesborough - Brooklyn - Cannelton - Carlisle - Charlton Heights - Chimney Corner - Clifftop - Columbia - Cunard - Danese - Deep Water - Dempsey - Dothan - Eagle - Edmond - Elkridge - Fayette - Glen Ferris - Glen Jean - Greentown - Hamilton - Harvey - Hico - Hilltop - Hopewell - Jodie - Kanawha Falls - Kimberly - Kincaid - Kingston | - Landisburg - Lansing - Layland - Lochgelly - Lookout - MacDunn - Mahan - Marvel - Minden - Montgomery Heights - Mount Carbon - Mossy - Nallen - North Page - Nutall - Oak Ridge - Page - Paint Creek - Pine Grove - Powellton - Prince - Red Star - Robson - Russellville - Sanger - Scarbro - Toney Creek - Victor - Whipple - Winona - Wriston |